# The ProjeKcts
Albums de King Crimson
Live in Mexico City
(1999) The Deception of the Thrush: A Beginners' Guide to ProjeKcts
(1999)
The ProjeKcts est un coffret de 4 CD sorti en 1999. Chaque disque est consacré à un « ProjeKct », c'est-à-dire une formation annexe issue de King Crimson.

## ProjeKct One - Live at the Jazz Café
Enregistré du 1er au 4 décembre 1997 au Jazz Café de Camden Town (Royaume-Uni).

### Titres
1. 4 i 1 – 6:11
2. 4 ii 1 – 3:29
3. 1 ii 2 – 4:27
4. 4 ii 4 – 7:28
5. 2 ii 3 – 4:27
6. 3 i 2 – 8:14
7. 3 ii 2 – 6:32
8. 2 ii 4 – 4:27
9. 4 i 3 – 4:32

### Musiciens
- Robert Fripp : guitare
- Bill Bruford : batterie
- Trey Gunn : guitare Warr
- Tony Levin : basse, Chapman Stick

## ProjeKct Two - Live Groove

### Titres
1. Sus-Taya-Z – 8:05
2. Heavy ConstruKction – 5:11
3. The Deception of the Thrush – 7:33
4. X-Chayn-Jiz – 6:01
5. Light ConstruKction – 5:17
6. Vector Shift to Planet Detroit – 3:41
7. Contrary ConstruKction – 4:55
8. Live Groove – 10:50
9. Vector Shift to Planet Belewbeloid – 1:24
10. 21st Century Schizoid Man – 11:52

### Musiciens
- Robert Fripp : guitare
- Trey Gunn : guitare Warr
- Adrian Belew : V-drums

## ProjeKct Three - Masque
Enregistré en mars 1999 à l'Antones d'Austin (États-Unis).
À l'instar du disque MiniDisc de Gescom sorti en 1998, l'auditeur est invité à écouter l'album en mode aléatoire de façon à « poursuivre l'improvisation ».

### Titres
1. Masque 1 – 5:40
2. Masque 2 – 3:13
3. Masque 3 – 6:17
4. Masque 4 – 3:10
5. Masque 5 – 3:19
6. Masque 6 – 0:45
7. Masque 7 – 3:21
8. Masque 8 – 4:26
9. Masque 9 – 2:44
10. Masque 10 – 6:13
11. Masque 11 – 6:26
12. Masque 12 – 3:51
13. Masque 13 – 5:14

### Musiciens
- Robert Fripp : guitare
- Trey Gunn : guitare Warr
- Pat Mastelotto : batterie

## ProjeKct Four - West Coast Live

### Titres
1. Ghost, Pt. 1 – 9:14
2. Ghost, Pt. 1 – 4:07
3. Ghost, Pt. 1 – 5:55
4. Ghost, Pt. 1 – 5:06
5. Deception of the Thrush – 7:12
6. Hindu Fizz – 4:46
7. ProjeKction – 5:29
8. Ghost, Pt. 2 – 1:39
9. Ghost, Pt. 2 – 2:43
10. Ghost, Pt. 2 – 3:53
11. Ghost, Pt. 2 – 1:48
12. Ghost, Pt. 2 – 4:57

### Musiciens
- Robert Fripp : guitare
- Trey Gunn : guitare Warr
- Tony Levin : basse, Chapman Stick
- Pat Mastelotto : batterie